# 텐다이츄쇼
텐다이츄쇼(天大中小)는 야외에서 즐기는 일본의 어린이 놀이이다.

## 놀이 방법
1. 땅에 약 4m정도의 정사각형을 그린 후에 밭 전자(田) 모양으로 4등분한다. 이 때, 밭전 자의 좌상→우상→좌하→우하의 순서로 각 칸마다 텐(天),다이(大),츄(中),쇼(小)의 이름이 붙는다. 인원수는 5~10명이다.
2.가위바위보를 하여, 이긴 순서대로 4명이 텐-다이-츄-쇼의 각 칸으로 들어간다. 5명째부터는 예비로 따로 세워둔다.
3. 텐 칸에 들어가 있는 사람이 처음에 대각선 방향에 있는 쇼 칸의 사람에게 공을 원바운드로 넘겨서 게임이 시작된다. 쇼 칸에 있는 사람은 공을 다시 텐 칸에 있는 사람에게 원바운드로 되받아치고, 텐 칸에 있는 사람은 이후 자신이 치고 싶은 방향으로 아무데나 공을 넘길 수 있다. (공을 받아넘길 때는 한쪽 손/양 손 어느 쪽이든 상관없다)
4. 공을 받은 사람은 이후 원바운드냐 노바운드냐에 관계없이 공을 넘길 수 있다.

## 아웃  규칙
- 1. 친 공이 4칸 어디에도 튀기지 않고 밖으로 나갔을 때
- 2. 쳐낸 공이 자기 칸에 원바운드 된 경우
- 3. 쳐낸 공이 선이 그어진 자리에 닿았을 경우
- 4. 공을 받아내지 못한 경우

- 5 아웃이 되면 전체 순서가 바뀌는데, 텐과 다이에 속하는 사람이 아웃되면 2단계 아래로 내려간다. 텐→츄 다이→쇼 다이와 쇼에 속하는 사람이 아웃되면 예비의 맨 끝순으로 내려간다. 나머지 사람들은 각각 한 칸씩 올라간다.
- 정해진 승률(勝律)은 없고, 텐(天)의 자리를 계속 유지하는 것이 목표가 된다.